# Трепов, Дмитрий Фёдорович
Дми́трий Фёдорович Тре́пов (2 [14] декабря 1855, Санкт-Петербург — 2 [15] сентября 1906, там же) — военный и государственный деятель Российской империи, генерал-майор (1900; зачислен в Свиту с 1903) из рода Треповых, генерал-губернатор Петербурга (с января по октябрь 1905), фактический командующий правительственными силами в первые месяцы революции 1905–1907 годов.

## Биография
По окончании курса в Пажеском корпусе Трепов служил в лейб-гвардии конном полку; в 1877 году принимал деятельное участие в делах с турками, находясь в отряде генерала Гурко, и в сражении под Телишем был ранен в ногу.

### Московский обер-полицмейстер
В 1896 году назначен исправляющим должность Московского обер-полицмейстера вместо уволенного в отставку без прошения полковника Власовского, обвинённого в катастрофе на Ходынском поле в 1896 во время коронационных торжеств в Москве; 9 апреля 1900 года с производством в генерал-майоры утверждён в должности.
Применял прямолинейные административно-полицейские меры для подавления революционного движения в Москве, являясь ближайшим помощником московского генерал-губернатора великого князя Сергея Александровича; в частности, им последовательно преследовалось политическое движение среди студенчества.
Был защитником и проводником зубатовской политики среди рабочих. Впоследствии, в разговоре с английским публицистом Стэдом, переданном самим Стэдом в «Review of Reviews», он говорил:
Система, которую проводил Зубатов вместе со мной и в сущности по моей инициативе, была попыткой поднять социальное положение рабочего класса в Москве. Мы шли к нашей цели тремя путями: 1) мы поощряли устройство рабочими профессиональных союзов для самозащиты и отстаивания их экономических интересов; 2) мы устроили серию лекций по экономическим вопросам с привлечением знающих лекторов; 3) мы организовали широкое распространение дешёвой и здоровой литературы, старались поощрять самодеятельность и способствовать умственному развитию и побуждать к бережливости. Результаты были самые лучшие. До введения системы Зубатова Москва клокотала от недовольства; при моём режиме рабочий увидел, что симпатии правительства на его стороне и что он может рассчитывать на нашу помощь против притеснений предпринимателя. Раньше Москва была рассадником недовольства, теперь там — мир, благоденствие и довольство.
В действительности, эта система замедлила на некоторое время развитие революционных стремлений в рабочем классе в Москве, но в конце концов оказалась выгодной для революционеров; она вызвала сильное недовольство крупной московской буржуазии.

### Генерал-губернатор Петербурга
1 (14) января 1905 года, с уходом Сергея Александровича с поста московского генерал-губернатора, был назначен в распоряжение Главнокомандующего войсками, действовавшими против Японии, но не успел отправиться на войну.
2 января произошло покушение на жизнь Трепова. Стрелял 19-летний воспитанник торговой школы Полторацкий. После первого выстрела, которым было прострелено пальто Трепова, Полторацкий был схвачен жандармами и во время борьбы выпустил ещё несколько пуль, но безрезультатно.
После Событий 9 января 1905 года высочайшим приказом от 11 января 1905 года назначен санкт-петербургским генерал-губернатором (должность была учреждена для него в условиях начавшейся революционной смуты, как свидетельствует граф С. Ю. Витте, по протекции его сослуживца по кавалерии министра Двора барона Фредерикса) с весьма широкими полномочиями; поселился на первое время в одном из отделений Зимнего дворца — по личному распоряжению императора. Высочайшим повелением от 13 января того же года ему как Санкт-Петербургскому генерал-губернатору были также подчинены полиция и состоящие в ведении Министерства Императорского Двора учреждения в Царском Селе, Петергофе, Гатчине и Павловске. («Фактический диктатор России в начале революции 1905 г.», — такую оценку его тогдашнего положения дал проф. Г. М. Дейч.)
Кроме прямых обязанностей генерал-губернатора, власть которого распространялась на всю Санкт-Петербургскую губернию, пользуясь расположением императора Николая II и состоя (впоследствии) также товарищем министра внутренних дел, брал на себя много функций министра внутренних дел, оттесняя Булыгина на задний план. Одним из первых шагов его был приказ открыть все высшие учебные заведения к 15 февраля; однако достигнуть этого ему не удалось.
Затем направил свою бдительность на печать, которая при прежнем министре внутренних дел, Святополк-Мирском, говорила несколько свободнее, чем раньше. Последовали предостережения, конфискации и другие кары. 5 февраля были запрещены две наиболее крайние петербургские газеты: «Наша Жизнь» и «Сын Отечества» — обе на три месяца, с отдачей после возобновления под предварительную цензуру. В редакции газет, не подчиненных цензуре, поступали от главного управления по делам печати циркуляр за циркуляром с запрещением касаться то одного, то другого вопроса, и инициатором этих циркуляров почти всегда в то время был Трепов. Цензоры получали инструкции непосредственно от генерал-губернатора.
Когда в первых числах февраля 1905 года в Царском Селе начались заседания по вопросу о дальнейшей политике правительства, приглашался туда наряду с министрами, и вместе с Победоносцевым был главным противником проводившейся тогда А. С. Ермоловым идеи созыва земского собора. Им приписывали проведение манифеста 18 февраля, за которым, под влиянием других министров, последовал в тот же день совершенно иной по духу рескрипт на имя А. Г. Булыгина. Несмотря на это, положение Трепова вовсе не было поколеблено.

### Товарищ министра внутренних дел
В мае 1905 года был назначен товарищем министра внутренних дел, заведующим полицией, и командующим отдельным корпусом жандармов, с оставлением в должности санкт-петербургского генерал-губернатора. После этого вся политика правительства направлялась в значительной степени именно Треповым. В противоречии с политикой репрессий стоит допущение на высочайшую аудиенцию депутации от съезда земцев и городских деятелей, с князем С. Н. Трубецким во главе.

Когда в октябре 1905 года началась Всероссийская стачка, грозившая уличными волнениями, Трепов приказал расклеить по улицам Петербурга объявление: 
Население столицы встревожено слухами о предстоящих якобы массовых беспорядках.
Меры по охранению личности и имущества столицы приняты; поэтому прошу население указанным слухам не верить.
Если бы, однако, где-либо возникли бы попытки к устройству беспорядков, то таковые будут прекращаемы в самом начале и, следовательно, серьезного развития не получат. Войскам и полиции мною дано приказание всякую подобную попытку подавлять немедленно и самым решительным образом; при оказании же к тому со стороны толпы сопротивления - холостых залпов не давать и патронов не жалеть.

Считаю долгом предупредить об этом население столицы, дабы каждый обыватель, примкнувший к толпе, производящей беспорядок, знал, чем он рискует; благоразумное же население столицы во избежание тяжелых последствий я приглашаю к сборищам, направленным к нарушению порядка, не примыкать.
Хотя фраза «патронов не жалеть» была подхвачена революционной пропагандой и осталась в истории как пример силовой реакции, извещение возымело действие, и стрельбы в Петербурге не случилось. 26 октября 1905 года Трепов был перемещён на должность Дворцового коменданта; значение его и на этом посту осталось немалым.

По воспоминаниям А. В. Герасимова, в 1905 году Трепов по своим политическим взглядам был близок к С. Ю. Витте: 
Он неоднократно мне говорил, что, по его мнению, Витте крупнейший наш государственный человек. Если он сейчас не у дел, то скоро обязательно выплывет. Вскоре Трепов сообщил мне, что при докладе Государю он высказал мнение о Витте как о единственном человеке, который может улучшить отношения между властью и обществом. <...> Сущность мыслей Витте сводилась к тому, что необходимо договориться с интеллигенцией и торгово-промышленными кругами и привлечь лучших представителей этих слоев на сторону правительства для совместной борьбы против подымающейся анархии.
Трепов возлагал большие надежды на издание Манифеста 17 октября. Прибывшему к нему на доклад Герасимову он сообщил о подписании манифеста в следующих словах: «Простите, что заставил вас ждать. Только что звонил Сергей Юльевич. Слава Богу, манифест подписан. Даны свободы. Вводится народное представительство. Начинается новая жизнь.»
В начале 1906 года стал неожиданно высказывать мнение о необходимости уступок обществу. Когда собралась Государственная дума, и звёздная палата стала добиваться её роспуска, Трепов высказывался против роспуска как меры, могущей оказаться крайне опасной.
1 июля 1906 года на музыке в Петергофском саду был убит по ошибке вместо Трепова похожий на него по наружности генерал-майор С. В. Козлов; убийца Яков Финкельштейн был казнён.
2 сентября 1906 года Трепов неожиданно скончался от перерождения сердца. Возникшие было слухи о самоубийстве были опровергнуты вскрытием тела.
Был похоронен в часовне придворного собора Петра и Павла в Петергофе; там же рядом была похоронена его жена Софья Сергеевна (урождённая Блохина; 1862—04.06.1915; умерла от диабета), пережившая мужа на девять лет. Наряду с другими некрополями дореволюционного Петербурга петергофская гробница Треповых была уничтожена после Революции 1917 года.
В законном браке у Трепова было три дочери — Софья (Глебова), Татьяна (Галл) и Мария (Брюннер). Все три эмигрировали после революции. Кроме названных, у Трепова был внебрачный сын Фёдор (в документах с 1891 — Фёдор Христофорович Платонов; род. 1877) от связи с балериной Марией Петипа́.

## Воспоминания и отзывы современников
Бывший начальник Московского охранного отделения Сергей Зубатов в переписке с В. Л. Бурцевым вспоминал о Трепове так: «Что меня особенно поразило, это внимательное чтение им прокламаций, нелегальных брошюр и пр., чего я ранее не замечал ни за кем из начальствующих лиц. Второе мое открытие состояло в том, что (он) придавал им веру, требовал проверки сообщавшихся в них фактов (обыкновенно думали: „Что может быть хорошего из Назарета?“) и в официальных донесениях приставов по рабочим недоразумениям держался принципа „По совести и по справедливости“, накладывая нередко правильные, но резкие резолюции на бумагах в таком, напр., роде: „Опять хозяева виноваты!“ Впоследствии я убедился, что возражение ему: „Это не по совести, это несправедливо“, — сбивало его, как быка, с ног, и он шёл на все. Заметя это, я всегда приберегал этот аргумент, как неотразимый, на самые важные случаи. Словом, он был чудной души человек, щепетильно блюдущий свою честь и совесть».
Генерал А. А. Мосолов, который был женат на сестре Трепова, в своих воспоминаниях (начало 1930-х) говорит о нём: «<…> Трепов, призванный в разгар народных волнений 11-го января, — их усмирил, не пролив ни одной капли крови, и это исполнил при полной растерянности в верхах». О ставшей широко известной фразе из приказа Трепова войскам гарнизона «Патронов не жалеть!» Мосолов, который читал черновик приказа накануне, пишет, что эти слова вызвали его недоумение и вопрос Трепову: «В своем ли ты уме?» В ответ Трепов сказал: «Да, в своем. И эта фраза вполне мною обдумана. <…> Иначе поступить, по совести, не могу. Войск перестали бояться, и они стали сами киснуть. Завтра же, вероятно, придется стрелять. А до сих пор я крови не проливал. Единственный способ отвратить это несчастие и состоит в этой фразе. <…>». Мосолов замечает: «Он оказался прав, толпа побоялась войск после этого энергичного приказа, и ни одного выстрела за этот день дано не было. Трепов, безусловно, знал психологию толпы и имел гражданское мужество действовать согласно своим убеждениям».
Касаясь вопроса политических воззрений Трепова в период смуты, Мосолов пишет: «Основная мысль Трепова была та, что раз император дал известные свободы и их узаконил, всякое с его стороны отступление от них явилось бы опасностью для династии. При этом он мне пояснил, что был таким противником манифеста Витте только потому, что предчувствовал, что государь не будет в силах исполнить все, дарованное им в этом манифесте».

## Награды
- Орден Святого Станислава 3-й степени (1878)
- Орден Святой Анны 4-й степени (1878)
- Орден Святой Анны 3-й степени (1882)
- Орден Святого Станислава 2-й степени (1886)
- Орден Святой Анны 2-й степени (1893)
- Орден Святого Владимира 4-й степени (1895)
- Орден Святого Владимира 3-й степени (1898)
- Вензелевое изображение имени императора Александра II (1900)
- Орден Святого Станислава 1-й степени (1903)
- Орден Святой Анны 1-й степени (1906)

Иностранные:
- Персидский Орден Льва и Солнца 3-й степени (1879)
- Австрийский Орден Железной короны 3-й степени (1891)
- Черногорский Орден Князя Даниила I 3-й степени (1894)
- Саксонский Орден Альбрехта, офицерский крест (1895)
- Французский Орден Почётного легиона, офицерский крест (1896)
- Саксен-Кобург-Готский Орден Саксен-Эрнестинского дома, командорский крест 2-го класса (1896)
- Баварский Орден «За военные заслуги», командорский крест (1897)
- Сиамский Орден Белого слона 2-й степени со звездой (1899)
- Румынский Орден короны, большой офицерский крест (1899)
- Болгарский Орден «Святой Александр» 2-й степени со звездой (1899)

## В литературе
- Прототип генерала Т. в романе Дж. Конрада «Глазами Запада» (Under Western Eyes) (1911).